# 故障模型
故障模型（fault model）是針對設備運行中，某個可能損壞部份的工程模型。配合此一模型，設計者或是使用者可以預測此故障的影響。故障模型幾乎可以用在每一個工程領域中。

## 基礎故障模型
以下是數位電路的基礎故障模型：
- 靜態故障，在任何速度下都會有不正確的值，只進行一個步驟就可以找到：
  - 固定型故障（stuck-at fault），某信號或是邏輯閘輸出固定在0或1的數值，不會隨其輸入而變化。
  - 橋接故障（英语：bridging fault）模型。二個不該相連的訊號相連接。依其使用的邏輯電路，可能會有wired-OR或wired-AND的邏輯功能。理論上有O(n^2)的潛在橋接故障，但實務上只考慮相鄰信號之間的橋接故障。
  - 電晶體故障（英语：transistor fault），此模型是用來描述CMOS邏輯閘的故障。在電晶體的層級，電晶體可能會固定短路（stuck-short）或固定開路（stuck-open）。固定短路會讓VDD和VSS之間短路。
  - 開路故障（open fault）模型。假設一線路開路，一個或多個輸入無法驅動對應的輸出。其影響會視電路的實現方式而不同，這點和橋接故障一樣。
- 動態故障，只在有一定速度下出現，需依序進行特定多個步驟才能找到：
  - 轉態延遲故障（delay fault）模型，或是轉態故障模型，是指信號最終會變成正確的值，但比正常條件要慢（偶爾會比正常條件快，但很少見）。
  - 小延遲缺陷模型（Small-delay-defect model）[1] [2]

## 故障假設
故障模型有有以下的幾種假設：
- 單一故障假設：一個電路只會發現一個故障。假設在故障模型中定義k個可能的故障型態，而電路有n個信號線，依單一故障假設，其單一故障總數是k×n。
- 多重故障假設：一個電路中可能發生多個故障。

## 故障精簡
故障精簡（Fault collapsing）是指將故障集變成較小的故障集，有以下幾種方法。

### 等效精簡
有可能兩個或多個故障，在所有的輸入組合下，這幾個故障都有相同的行為。這類故障稱為等效故障（Equivalence fault）。等效故障集裡的任何一個故障就可以代表整個故障集。因此，有n個信號線的電路，就不需要k×n的故障測試次數了，將故障集中的等效故障移除，即為故障精簡。故障精簡可以大幅減少要檢查故障的數量。

### 支配精簡

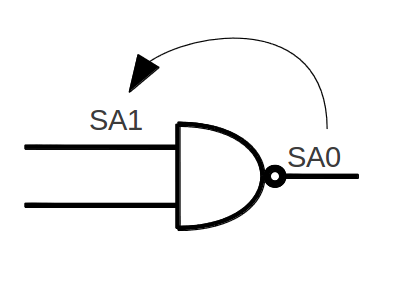
NAND閘的故障支配例子

若所有故障F'的測試都可以檢測到故障F，則故障F支配故障F'。在此例中，可以從故障清單中移除故障F。若故障F和故障F'互相支配，則這兩個故障是等效的。
在此例中，有一個NAND閘，可以檢查輸出SA0的輸入值是{00,01,10}，可以檢查第一個輸入SA1的輸入值是{01}。此例中，輸出SA0故障支配，因此可以從故障清單移除。

### 功能精簡
兩個故障稱為功能等效，若兩個故障會產生有相同故障的功能，換句話說，若無法用任何輸入測試向量，在主要輸出（PO）上識別這兩個故障，這兩個故障即為功能等效

## 航空領域
航空領域下的故障模型是針對引擎、现场可更换单元（LRU）或輔助動力系統（APU）問題，可以在飛航中幫助識別並隔離相關問題的結構化資訊。配合故障模型，可能會有建議的維修程序以及對應參考的飛機保養手冊（輕型保養手冊）。